# Brezec
Brezec je priimek v Sloveniji, ki ga je po podatkih Statističnega urada Republike Slovenije na dan 1. januarja 2010 uporabljalo 55 oseb in je med vsemi priimki po pogostosti uporabe uvrščen na 7.019. mesto.

## Znani nosilci priimka
- Primož Brezec (*1979), košarkar